# Madar-e ghalb atomi
 (octobre 2021).
Si vous disposez d'ouvrages ou d'articles de référence ou si vous connaissez des sites web de qualité traitant du thème abordé ici, merci de compléter l'article en donnant les références utiles à sa vérifiabilité et en les liant à la section « Notes et références ».
 (septembre 2023).
Pour plus de détails, voir Fiche technique et Distribution.
Madar-e ghalb atomi (مادر قلب اتمی, titre international : Atomic Heart Mother) est un film iranien d'Ali Ahmadzadeh.
Produit en 2013, sorti au Festival du film de Berlin en 2015, il a été présenté au 17e Festival international du cinéma indépendant de Buenos Aires, au Festival du film de Los Angeles et au Festival international du film d’Odessa en 2015 et projeté au 65e Festival international du film de Berlin, au 16e Festival du film asiatique de San Diego et au Festival du film de Zurich ; mais il n’a été autorisé à être projeté en Iran qu’en 2017, après quelques modifications requises par le Ministère de la Culture et de l’Orientation islamique.

## Titre
Le titre du film est une référence à Atom Heart Mother, une chanson de Pink Floyd.

## Synopsis
L’intrigue se déroule aux débuts du « Plan de réforme des subventions » de Mahmoud Ahmadinejad et s’étend sur une seule nuit. Deux amies, Arineh et Nobahar, roulent dans les rues de Téhéran après avoir quitté une fête à minuit. Après avoir rencontré leur ami Kami, qui va émigrer vers l’Australie, ils provoquent un accident de la route. Un mystérieux étranger, Toofan, leur dit qu’il a réglé le problème de l’accident en payant l’autre conducteur et semble attendre quelque chose en échange. Ici, l’intrigue passe du réaliste (située dans les milieux de la jeunesse téhéranaise chic) à l’effrayant et à la métaphysique, lorsque Toofan (qui pourrait être une incarnation du diable) ne cesse de réapparaître, parlant de dictateurs morts, d’armes de destruction massive et de mondes parallèles.
Le réalisateur a déclaré à propos du film, après sa projection au Festival de Berlin :

« La première partie est la réalité et la seconde est le rêve. Lorsque l’acteur Mohammed Reza Golzar (en) apparaît, le film passe du réalisme au surréalisme. Le concept de cette division en réalisme et surréalisme est que dans la première partie, le sujet principal est la paix. Pour moi, il est important de montrer une partie de l’Iran et une partie de la jeunesse, qui est différente de la vision qu’en a l’extérieur du pays. J’avais l’intention de montrer aussi cette partie de la société. Il s’agissait de présenter la société iranienne telle qu’elle est aujourd’hui, et de finir la première partie avec la chanson de paix de Michael Jackson. Puis les sujets changent, aux thèmes de la guerre et à ceux d’une dictature. »

## Fiche technique
Sauf indication contraire, les informations mentionnées dans cette section peuvent être confirmées par la base de données cinématographiques IMDb,  présente dans la section « Liens externes ».
- Titre original persan : مادر قلب اتمی, Madar-e ghalb atomi
- Réalisation : Ali Ahmadzadeh
- Scénario : Ali Ahmadzadeh, Mani Baghbani
- Photographie : Ashkan Ashkani[1]
- Montage : Ali Ahmadzade, Ehsan Vaseghi
- Musique : Sahand Mehdizadeh[1]
- Décors et costumes : Melody Esmaeili
- Maquillage : Saeid Malekan
- Production : Amir Seyedzadeh
- Pays de production :  Iran
- Langue originale : persan
- Format : Couleur - 1,85:1 - Son Dolby Digital
- Durée : 97 minutes (1 h 37)
- Genre : Drame
- Date de sortie :
  - Allemagne : 9 février 2015 (Berlinale 2015)
  - Iran : 31 mai 2017

## Distribution
- Pegah Ahangarani : Nobahar
- Taraneh Allidousti : Arineh
- Mohammad Reza Golzar (en) : Toofan et le narrateur
- Mehrdad Sedighiyan : Kami
- Ehsan Amani